# Acropyga crassicornis
Acropyga crassicornis é uma espécie de formiga do gênero Acropyga, pertencente à subfamília Formicinae.